# Regola della funzione inversa
In analisi matematica, la regola della funzione inversa è una regola di derivazione che permette di calcolare la derivata della funzione inversa di una funzione derivabile, quando essa esiste, anche senza conoscerne l'equazione.

## Definizione
Se definita, la derivata della funzione inversa è il reciproco della derivata della funzione calcolata nella controimmagine del punto. Più precisamente, se {\displaystyle f\colon D\to \mathbb {R} } è una funzione invertibile, se {\displaystyle x_{0}\in {\rm {Int}}(D)}, se {\displaystyle f^{-1}(y)} è continua nel punto {\displaystyle y_{0}} e se esiste {\displaystyle f'(x_{0})\neq 0}, allora {\displaystyle f^{-1}(y)} è derivabile in {\displaystyle y_{0}=f(x_{0})} e vale:
{\displaystyle D[f^{-1}](y_{0})={1 \over f'(x_{0})},}
dove {\displaystyle D[f^{-1}]} e {\displaystyle f'} sono notazioni che indicano la derivata e {\displaystyle {\rm {Int}}(D)} indica la parte interna di {\displaystyle D.}
Per l'esistenza della funzione inversa è sufficiente che la funzione sia strettamente monotona  nel suo dominio. Per la continuità della funzione inversa è sufficiente supporre che la funzione sia strettamente monotona su un intervallo.
La richiesta  {\displaystyle f'(x_{0})\neq 0} è necessaria per garantire che l'espressione sia ben definita. Basti pensare, ad esempio, alla funzione {\displaystyle f(x)=x^{3}.} La funzione è monotona strettamente crescente, ma la sua inversa non è derivabile in {\displaystyle x_{0}=0.}
Anche la richiesta che {\displaystyle f^{-1}(y)} sia continua nel punto {\displaystyle y_{0}} è necessaria. È infatti possibile (ma la costruzione non è semplicissima) costruire un esempio di una funzione {\displaystyle f\colon \mathbb {R} \to \mathbb {R} } invertibile e con derivata in {\displaystyle 0} uguale a {\displaystyle 1}, la cui inversa nel punto {\displaystyle f(0)} non è continua (e quindi neppure derivabile).

## Dimostrazione
Poniamo {\displaystyle y=f(x)} e rispettivamente {\displaystyle y_{0}=f(x_{0})} per semplicità. Allora:
{\displaystyle D[f^{-1}](y_{0})=\lim _{y\to y_{0}}{f^{-1}(y)-f^{-1}(y_{0}) \over y-y_{0}}}
{\displaystyle D[f^{-1}](y_{0})=\lim _{x\to x_{0}}{x-x_{0} \over f(x)-f(x_{0})}}
{\displaystyle D[f^{-1}](y_{0})={1 \over f'(x_{0})}={1 \over f'(f^{-1}(y_{0}))}.}

## Esempio
Sia {\displaystyle f(x)=\tan(x)}, con {\displaystyle |x|<{\pi  \over 2}}. Dunque {\displaystyle f^{-1}(y)=\arctan(y)} e {\displaystyle D[\arctan(y)]={1 \over D[\tan(x)]}={1 \over 1+(\tan x)^{2}}={1 \over 1+y^{2}}}.